# 2007-es magyarországi vasútbezárások

A 2007-es magyarországi vasútbezárások térképe

2007. március 4-én  a MÁV megszüntette a személyszállítást 14 vasútvonalon és vonalszakaszon, 478 kilométeren. 2007. március 3-án közlekedett utoljára személyvonat ezeken a szakaszokon, az érintett településeken azután Volán-társaságok menetrend-szerinti járatai folytatták a személyszállítást, ma viszont már a Volánbusz Zrt. látja el ezt a feladatot. A személyszállító vonatok leállítása után néhány vonalon a teherszállítás folytatódott. Alig egy hónap múlva a MÁV vonatpótló autóbuszokkal kiszolgált vonalain is az azóta a Volánbuszba beolvadt helyi volán társaságok vették át a személyszállítást.

## Története

### A bezárások háttere
A magyarországi szárnyvonalak személyforgalmának megszüntetésére a magyar kormány kezdeményezésére került sor. A 2006-os országgyűlési választás és a második Gyurcsány-kormány megalapítása után szinte azonnal a közbeszéd része lett az állam takarékoskodási kényszere, ezen belül a MÁV-csoport veszteségének tarthatatlansága. 2006 folyamán Kóka János közlekedési miniszter 81 mellékvonal bezárásának lehetőségét vizsgálta meg. Kóka elképzelései között eredetileg nem csupán a vasútvonalak személyforgalmának felszámolása, hanem regionális vasúti társaságok szervezése, a MÁV adminisztrációs személyzeti létszámának csökkentése, illetve a vasút és a busztársaságok közötti verseny korlátozása is szerepelt, ám ezek közül csak a vasútbezárás jutott el később a megvalósítás szakaszába. 2006 folyamán több felmérés és tanulmány is készült amelyekben 26 vasútvonal azonnali, további 23 vonal néhány éven belüli bezárását javasolták. A javaslat alapját az év szeptemberében elkészített forgalomszámlálás adta. A kora nyáron napvilágot látott szüneteltetési tervekből a minisztérium egyre-másra engedményeket kényszerült tenni. Többek között sikeresen lobbizott a forgalom fenntartásáért a Bakonyvasút Szövetség, Karsai József battonyai és Szirbik Imre szentesi polgármester. A leállítandó vonalakat tartalmazó lista 15-re rövidült 2006. december 1-jén, miután Kóka Jánost meghallgatta az Országgyűlés MSZP-frakciója, ám a bezárásokat ellenző baloldali képviselők csoportja a terv teljes visszavonását nem tudta elérni. Az ellenállás miatt a minisztérium nem csak az érintett vonalak körét szűkítette, de annak ideiglenes elhalasztására is kényszerült: a vonatok leállítására a 2006 decemberi menetrendváltás idejére kitűzött időpontban nem került sor. A szüneteltetésre ítélt vonalak köre 2007 január közepére vált véglegessé, akkor tűzték ki az utolsó üzemnapok időpontját is.
A kormányzat fő célja a MÁV veszteségeinek mérséklése volt, a mintegy 500 kilométernyi vasútvonal bezárásából körülbelül 6–7 milliárd forint megtakarítást remélt.  Azonban a későbbiekben nem sikerült tisztázni, hogy a 2007-es vasútvonal-bezárások eredményeztek-e megtakarítást a MÁV számára. A Városi és Elővárosi Közlekedési Egyesület (VEKE) által 2009-ben közzétett adat szerint a bezárások miatt a vasút 11 dolgozóját küldték el (10-et nyugdíjba), a társaság számára jelentős költséget jelentő dolgozói bérezés így nem csökkent észrevehetően. Szintén 2009-ben Szép Béla szocialista országgyűlési képviselő arról számolt be, hogy az üzemszünettel járó költségek (lopáskárok, őrzés stb.) vélhetően kiegyenlítik, ha ugyan meg nem haladják az üzemeltetés korábbi költségeit, így a 2007-es intézkedések veszteséget eredményeztek a vasúttársaság gazdálkodásában.
2010-ben Fellegi Tamás gazdasági miniszter úgy nyilatkozott, hogy az addig bezárt 29 vasútvonal a MÁV veszteségeit alig 1%-kal mérsékelte.

### Társadalmi reakció
A kormányzat a vasútvonalak megszüntetését „szolgáltatóváltásként” kommunikálta, a megszűnő vonatok helyett azonos számú buszjáratot rendelt meg. A Kóka János által vezetett minisztérium a forgalom megszüntetését követő héten megjelent közleményében elégedetten nyugtázta a bezárások lebonyolítását. A parlamenti ellenzék fő erejét adó Fidesz hevesen bírálta a kormányzat vasútpolitikáját, több képviselője a vidék aljas ellehetetlenítésével vádolta a kormányt.
A bezárások tervezetét már az első, 28 vonalat tartalmazó változat nyilvánosságra kerülésekor támadták a jelentősebb környezetvédő szervezetek, köztük a Védegylet és a Levegő Munkacsoport. Ugyancsak rideg fogadtatásra talált a kormányzati terv az érintett települések önkormányzatainak körében. A legerősebb társadalmi ellenállás a 14-es számú vonal esetében bontakozott ki. A vasút fennmaradásában érdekeltek hiába mutattak rá a buszos forgalompótlás hiányosságaira, a személyforgalom felfüggesztését már nem tudták elkerülni. Csaknem valamennyi bezárt vonal esetében sor került kisebb tiltakozó megmozdulásra is.

### Utóélete
2007 márciusa után a vasútbezárások témáját a kormányzat továbbra is napirenden tartotta, és további vasútvonalak bezárását kezdte vizsgálni, így két éven belül a 2009-es magyarországi vasútbezárások során újabb 24 vasútvonalon szűnt meg a személyszállítás. A 2010-ben hatalomra került második Orbán-kormány feladatának tűzte ki a bezárt vasútvonalak újranyitását ellenzékben tett ígéretei alapján, de ez mindössze 10 vasútvonalat érintett az összesen bezárt 38-ból. A 2007-es bezárások köréből csak egyetlen vonal nyílt újra, a Pápa–Csorna-vasútvonal, amelyen 2010. július 4-én újraindult a személyszállítás.

## Érintett vasútvonalak listája

### Megszűnt vasúti személyszállítás
Az alábbi vasútvonalakon a vasúti személyszállítás 2007. március 3-ával megszűnt, 2007. március 4-től a személyszállítást az érintett viszonylatokon Volán végezte, ma viszont a Volánbusz Zrt. végzi.

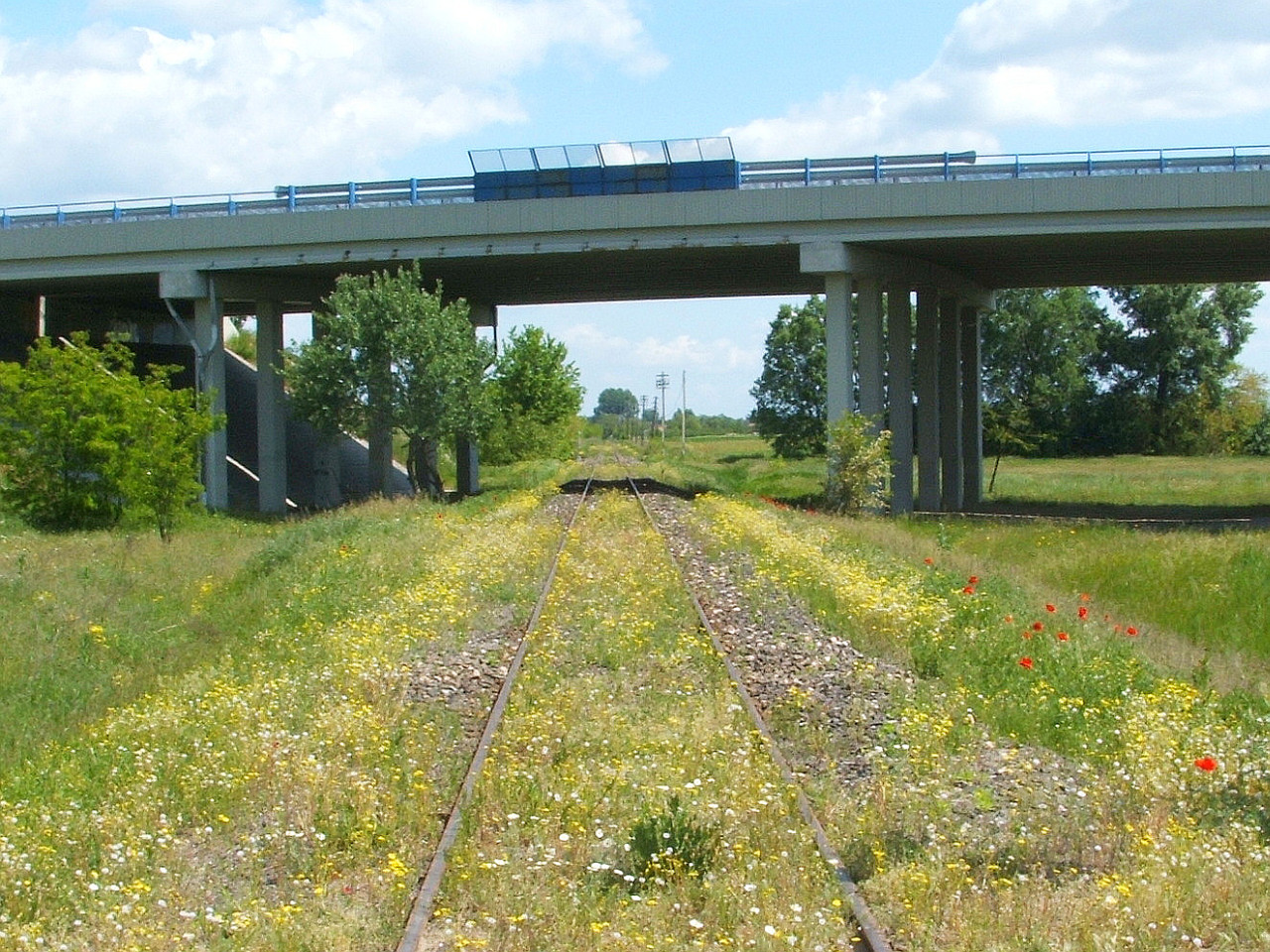
Üzemszünet a 14 hónappal a rendszeres forgalom leállítása után

| Vonal száma | Bezárt vonalszakasz             | Hossz (km) | Jelenlegi állapot |
| ----------- | ------------------------------- | ---------- | --- |
| 13          | Környe – Kisbér – Pápa          | 86         | Veszprémvarsány – Franciavágás között rendszeres teherforgalom, Veszprémvarsány – Környe között járhatatlan, forgalomból kizárva. Pápa – Franciavágás között rendszeres teherforgalom volt 2022-ig, amikor a pápai reptér bővítése miatt a vasútvonal érintett szakasza kizárásra került, későbbi felbontás céljából. |
| 14          | Pápa – Csorna                   | 37         | 2010. július 4-én újraindult a személyszállítás. |
| 24          | Zalabér-Batyk – Zalaszentgrót   | 6          | Járható. Utoljára 2023. május 13-án közlekedett különvonat rajta. 2019-ben az újranyitását tervezték, ami a MÁV pályafenntartás ellenállása miatt meghiúsult |
| 27          | Hajmáskér – Lepsény             | 31         | Hajmáskér - Papkeszi között rendszeres teherforgalom. Papkeszi - Lepsény között forgalomból kizárva. |
| 62          | Sellye – Villány                | 58         | Drávafok – Sellye – Vajszló között rendszeres teherforgalom. A vonal többi része hiányos, járhatatlan. |
| 76          | Diósjenő – Romhány              | 18         | Járhatatlan, forgalomból kizárva. |
| 84          | Kisterenye – Kál-Kápolna        | 55         | Végig járható. Kisterenye – Mátramindszent illetve Recsk-Parádfürdő – Kál-Kápolna között alkalmi teherforgalom. |
| 88          | Mezőcsát – Nyékládháza          | 17         | Járható. Utoljára 2016. október 29-én közlekedett különvonat rajta. |
| 95          | Kazincbarcika – Rudabánya       | 15         | Sínlopások miatt járhatatlan. |
| 112         | Nagykálló – Nyíradony           | 23         | Forgalomból kizárva. Utoljára 2019. szeptember 14-én közlekedett különvonat rajta. |
| 129         | Murony – Békés                  | 8          | Járható. Nincs teherforgalom. |
| 151         | Kunszentmiklós-Tass – Dunapataj | 50         | Kunszentmiklós-Tass – Solt között járható, szórványos teherforgalom. Solt és Dunapataj között járhatatlan, forgalomból kizárva. |
| 152         | Kecskemét alsó – Fülöpszállás   | 39         | Kecskemét – Helvécia között szórványos teherforgalom. Helvécia – Fülöpszállás között forgalomból kizárva, pályafenntartási járművekkel járható. |
| 153         | Kiskőrös – Kalocsa              | 31         | Rendszeres teherforgalom. A vonal teherforgalom céljából felújítást kapott és meghosszabbításra került Foktőig. |

### Megszűnt vasútpótló buszjáratok
Az alábbi vasútvonalakon/vonalszakaszokon a vasúti személyszállítás korábban megszűnt, de mivel fennállt a MÁV szolgáltatási kötelezettsége, vasúti autóbuszokkal bonyolították le a forgalmat. Mivel ezek a buszjáratok vasúti járatpótlásnak minősültek, így vasúti menetrendben szerepeltek, vasúti díjszabással voltak igénybe vehetők. A vasútbezárással együtt ezeken a viszonylatokon is megszűnt a MÁV szolgáltatása, a helyettük Volán buszok indultak (ma viszont már ezeken a viszonylatokon is a Volánbusz Zrt. látja el ezt a feladatot).
| Vonal száma | Vonatpótló busz viszonylata | Vasúti forgalom megszűnése a viszonylaton |
| ----------- | --------------------------- | --- |
| 48          | Tamási – Pincehely          | - Tamási – Keszőhidegkút-Gyönk: 1990. április 1. A vonatpótló buszok a vasúti nyomvonaltól eltérően Tamási és Pincehely között közlekedtek. |
| 49          | Dombóvár – Tamási – Lepsény | - Dombóvár – Tamási: 1990. április 1. - Tamási – Mezőhidvég: 1992. szeptember 26. - Mezőhidvég – Lepsény: 1999. június 25. A közút eltérő vonalvezetése miatt a vonali vonatpótló buszok Fürgedet nem érintették, oda külön járatként Tamási – Fürged pótlóbuszok közlekedtek. |
| 62          | Sellye – Barcs              | - Sellye – Középrigóc: 2006. május 7. |
| 64          | Pécsvárad – Bátaszék        | - Pécsvárad – Palotabozsok: 1997. május 31. - Palotabozsok – Bátaszék: 2003. január 22. |

(A táblázat az utolsó vonatok közlekedésének a napját tartalmazza, a vasútpótló járatok indulása a következő nap volt.)